# Dontavius Russell
Dontavius Russell (Carrollton, 8 settembre 1995) è un giocatore di football americano statunitense che milita nel ruolo di defensive tackle per i Jacksonville Jaguars della National Football League (NFL).

## Carriera

### Jacksonville Jaguars
Russell fu scelto nel corso del settimo giro (235º assoluto) del Draft NFL 2019 dai Jacksonville Jaguars. Debuttò come professionista subentrando nella gara del primo turno contro i Kansas City Chiefs mettendo a segno un tackle. La sua stagione da rookie si concluse con 4 tackle in 3 presenze, nessuna delle quali come titolare.